# Антонов, Виктор Николаевич
Виктор Николаевич Антонов (24 июля 1931, село Ржакса, Тамбовский округ — 20 июля 1996, Оренбург) — советский и российский театральный актёр, народный артист РСФСР.

## Биография
Виктор Николаевич Антонов родился 24 июля 1931 года в селе Ржакса Тамбовского округа (сейчас Тамбовская область).
Сценическую деятельность начал в 1959 году в Красноярске, работал в театрах Кемерова и Вышнего Волочка.
С 1971 года играл в Оренбургском драматическом театре им. М. Горького.
Осенью 1993 года у артиста перед спектаклем случился обширный инфаркт. Умер 20 июля 1996 года в Оренбурге.

## Награды и премии
- Заслуженный артист РСФСР (18.04.1977).
- Народный артист РСФСР (22.09.1981).

## Работы в театре
- «Доходное место» А. Н. Островского — Вишневский
- «Таланты и поклонники» А. Н. Островского — Великатов
- «Царь Фёдор Иоаннович» — Шуйский
- «Русские люди» К. Симонова — Глоба
- «Егор Булычов и другие» М. Горького — Егор Булычов
- «Жил был каторжник» Ж. Ануя — Людовик
- «Интервью в Буэнос-Айресе» Г. Боровика — Карлос Бланко
- «Энергичные люди» В. Шукшина — простой человек
- «Последние» М. Горького — Иван Коломийцев
- «Заговор Императрицы» А. Толстого — Распутин
- «Мария Стюарт»
- «Любовь и голуби»
- «Поминальная молитва» Г. Горин — урядник

## Фильмография
- 1985 — Тайна золотой горы — Спиридон Фомич Зырянов